# Синодальне управління військового духовенства ПЦУ

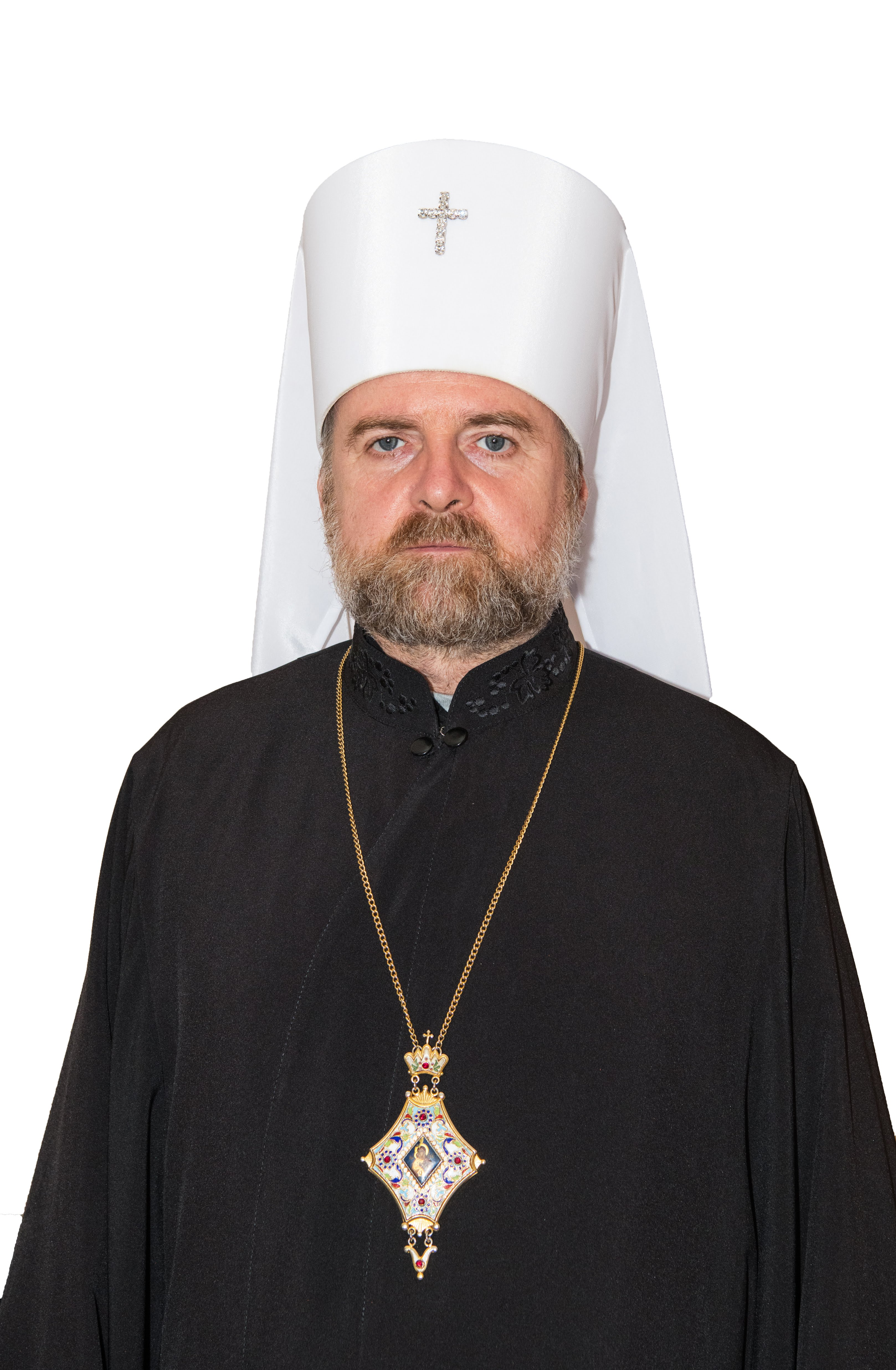
Голова СУВД митрополит Іоан (Яременко)

Синодальне управління військового духовенства Православної церкви України, (скорочено СУВД ПЦУ) — неприбуткова релігійна організація, що створена з метою поширення православної християнської віри, забезпечення взаємодії, координації та практичного здійснення пастирської і духовно-просвітницької діяльності капеланів Православної Церкви України серед військовослужбовців та співробітників Збройних Сил України, Державної прикордонної служби України, інших військових формувань та центральними органами виконавчої влади України. Центральним офіс в м. Києві, створена в 1999 році, є Синодальною (структурним підрозділом) установою Православної церкви України. Займається також підготовкою капеланів.
Управління є неприбутковою релігійною організацією, що має статус юридичної особи з моменту державної реєстрації та внесення до Єдиного державного реєстру юридичних осіб та фізичних осіб — підприємців та розрахункові рахунки в банківських установах.
Головою Синодального управління військового духовенства УПЦ Київського Патріархату є протоієрей Олександр Верба.
Синодальний відділ військового духовенства постійно, офіційно співпрацює з Міністерством Оборони України. За словами Патріарха, священики вирушають у зону АТО добровільно: «Є закон про капеланство, і ми користуємося цим законом, скеровуємо туди священиків — тих, хто хоче йти. Вони йдуть туди, здійснюють молитви, підтримують дух воїнів, добровільно йдуть в окопи».

## Історія

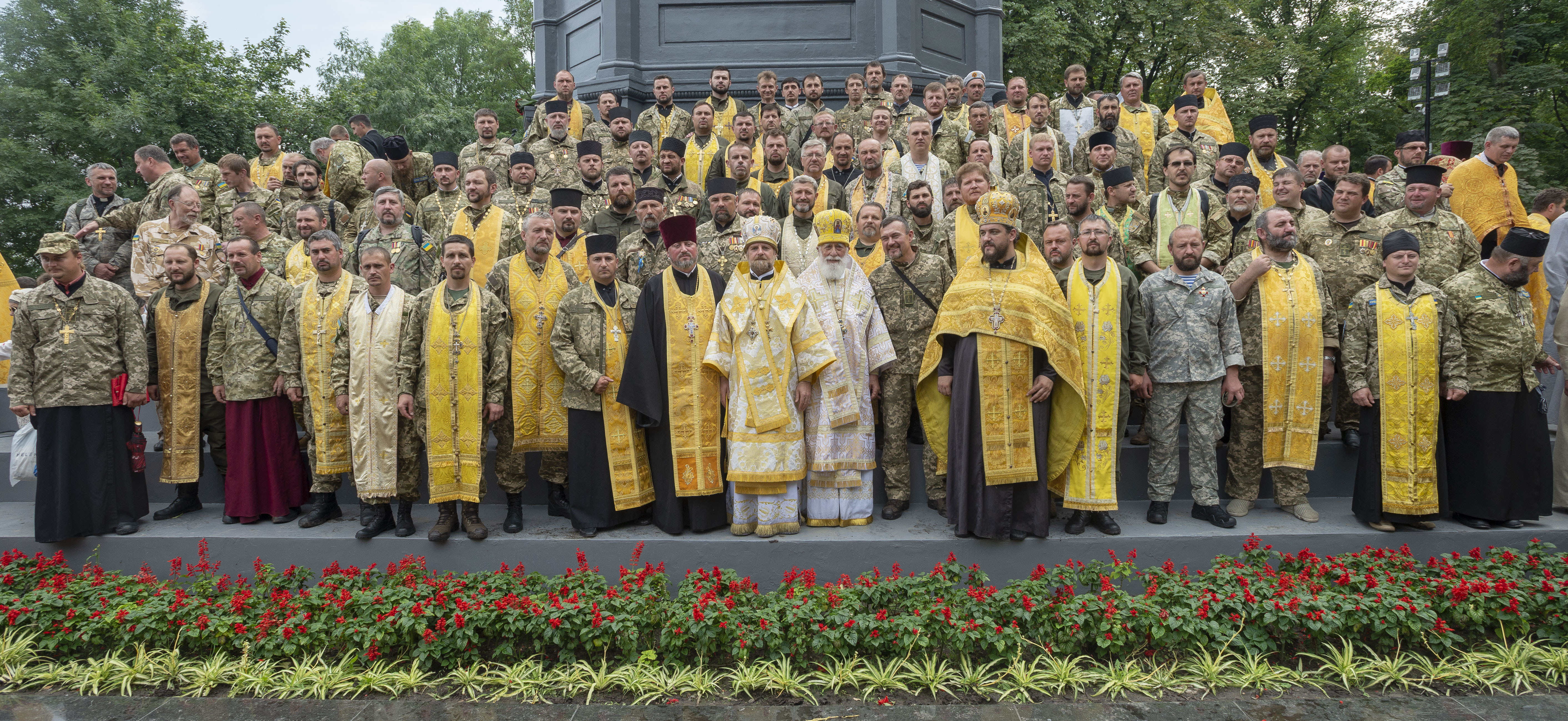
Капелани Синодального управління військового духовенства разом з головою управління — митрополитом Іоаном (Яременко)

Згідно з рішенням Священного Синоду Української Православної Церкви Київського Патріархату (журнал № 17 від 15 грудня 1999 року) було створено Синодальне управління духовно-патріотичного виховання у зв'язках зі Збройними Силами та іншими військовими формуваннями України. Першим Головою управління став проректор Київської духовної академії протоієрей Димитрій Садов'як.
24 червня 2001 року Управління зареєстровано "Державним комітетом у справах релігій (свідоцтво № 72).
УПЦ Київського Патріархату було укладено низку угод з керівниками силових структур про співпрацю у формуванні патріотичних, культурних та духовних цінностей у військовослужбовців. Це надало змогу військовим священикам відвідувати військові частини для звершення молебнів, проведення лекцій духовно-просвітницького характеру та індивідуальних бесід з віруючими військовослужбовцями.
2000 року при Київській Духовній Академії Управлінням духовно-патріотичного виховання було організовано богословські курси для офіцерів Міністерства оборони України, Служби безпеки України, Міністерства внутрішніх справ України, Державної митної служби України, Державної прикордонної служби України, Державної податкової адміністрації України, Міністерства України з питань надзвичайних ситуацій та у справах захисту населення від наслідків Чорнобильської катастрофи, військової прокуратури та інших силових відомств. Протягом 2000—2003 років навчання на курсах пройшло понад 150 офіцерів.
Питання формування та запровадження інституту військових священиків (капеланів) неодноразово обговорювалося на військово-християнських конференціях, семінарах та круглих столах.
18 — 28 лютого 2003 року за ініціативи Президента Всеукраїнського міжконфесійного релігійного християнсько-військового братства Сергія Лисенка та за участю військових представників США, військових викладачів від Міноборони, МВС, МНС, прикордонників та інших силових відомств України відбувся навчальний семінар для священиків, які співпрацюють з військовослужбовцями. На семінарі розглядалися питання: організації служби військових капеланів армії США, їх відбір, завдання та проходження служби; актуальні питання військової реформи в Україні; особливості організації виховної роботи в частинах і підрозділах Збройних Сил та інших військових формуваннях України. 35 священиків отримали свідоцтво про закінченню навчального семінару з душпастирської опіки військовослужбовців, а також: сертифікати Міжнародного Червоного Хреста.
У 2005 році побачив світ «Молитовник для воїна», у 2006 році тираж було подвоєно. Після розповсюдження Молитовника у Збройних Силах та інших військових формуваннях до Управління надійшли прохання від військовослужбовців про збільшення тиражу.
Виконуючи вимоги Конституції України, Закону України «Про свободу совісті та релігійні організації», постанови Кабінету Міністрів України від 18 травня 2005 року № 356 «Про додаткові заходи щодо залучення громадян до участі в управлінні державними справами», Міністр оборони України Анатолій Гриценко підтвердив свій намір покращити співпрацю та взаємодію християнських церков України різних релігійних віросповідань із Міністерством оборони України в напрямі військово-патріотичного і духовного виховання військовослужбовців Збройних Сил України та членів їх сімей, зміцнити їх патріотичний дух та моральне здоров'я. Це питання знайшло повне порозуміння і серед представників християнських релігійних організацій. Результатом такої співпраці стала директива Міністра оборони України від 21.04.2006 року № Д-25 «Про впорядкування питань задоволення релігійних потреб військовослужбовців Збройних Сил України». Цей нормативно-правовий документ став першим актом, котрий врегульовував діяльність священиків у Збройних Силах України.
10 листопада 2008 року відбулося підписано Меморандуму про співпрацю у справах душпастирської опіки військовослужбовців Збройних Сил України, який підписали представники Української Православної Церкви Київського Патріархату, Української Православної Церкви Московського Патріархату, Української Греко-Католицької Церкви, Римо-Католицької Церкви, Української Автокефальної Православної Церкви, Всеукраїнського союзу об'єднань євангельських християн-баптистів та Духовного управління мусульман України. У Меморандумі зазначається, що сторони, розглянувши на спільному засіданні питання щодо можливості активізації військово-церковних відносин шляхом, заявляють наміри про спільні дії.
20 березня 2009 року Міністр оборони України Юрій Єхануров підписав наказ «Про затвердження Положення про Раду у справах душпастирської опіки при Міністерстві оборони України». Зазначене положення затверджено з метою налагодження тісної співпраці Міністерства оборони України з українськими церквами та релігійними організаціями для задоволення релігійних потреб військовослужбовців, духовного, морально-естетичного, військово-патріотичного виховання особового складу Збройних Сил України.
29 квітня 2009 року в Центральному будинку офіцерів Збройних Сил України у Києві відбулось установче засідання Ради у справах душпастирської опіки при Міністерстві оборони України. Постійними членами Ради УПЦ Київського Патріархату було затверджено: Голова Синодального управління духовно-патріотичного виховання у зв'язках із Збройними Силами та іншими військовими формуваннями України протоієрей Димитрій Садов'як.

Наказом Міністра оборони № 220 від 22.04.2014 було затверджено концепцію «Душпастирської опіки у Збройних Силах України». Дана концепція забезпечує поглиблення системної співпраці Збройних Сил України та Церкви, вдосконалення нормативно-правової бази, освітньої, наукової, організаційної та інших видів діяльності структурних підрозділів центрального апарату Міністерства Оборони України та Генерального штабу Збройних Сил України, органів військового управління у сфері задоволення релігійних потреб військовослужбовців Збройних Сил України.

### 2014—2018
Після початку війни священнослужителі масово включилися у волонтерську допомогу Українській Армії, яка була практично знищена попередньою проросійською владою. Дехто зі священиків мобілізувався у Збройні Сили та намагався таким способом узаконити своє перебування та можливість пастирського служіння серед військових.
Після підписання «Мінських домовленостей», коли активна фаза війни перейшла у так-звану «окопну війну», потреба у діяльності священиків стала надзвичайно великою. Потрібно було стримувати бійців від пияцтва, депресивних станів, мотивувати їх, особливо в умовах відсутності проукраїнських джерел інформації, коли телевізори та приймачі приймають тільки ворожі хвилі.

12 травня 2015 року Священний Синод УПЦ Київського Патріархату, який проходив у Києві під головуванням Святійшого Патріарха Київського і всієї Руси-України Філарета призначив новим Головою Управління духовно-патріотичного виховання у Збройних Силах та інших військових формуваннях України митрополита Черкаського і Чигиринського Іоана (Яременка). (Журнал № 18).

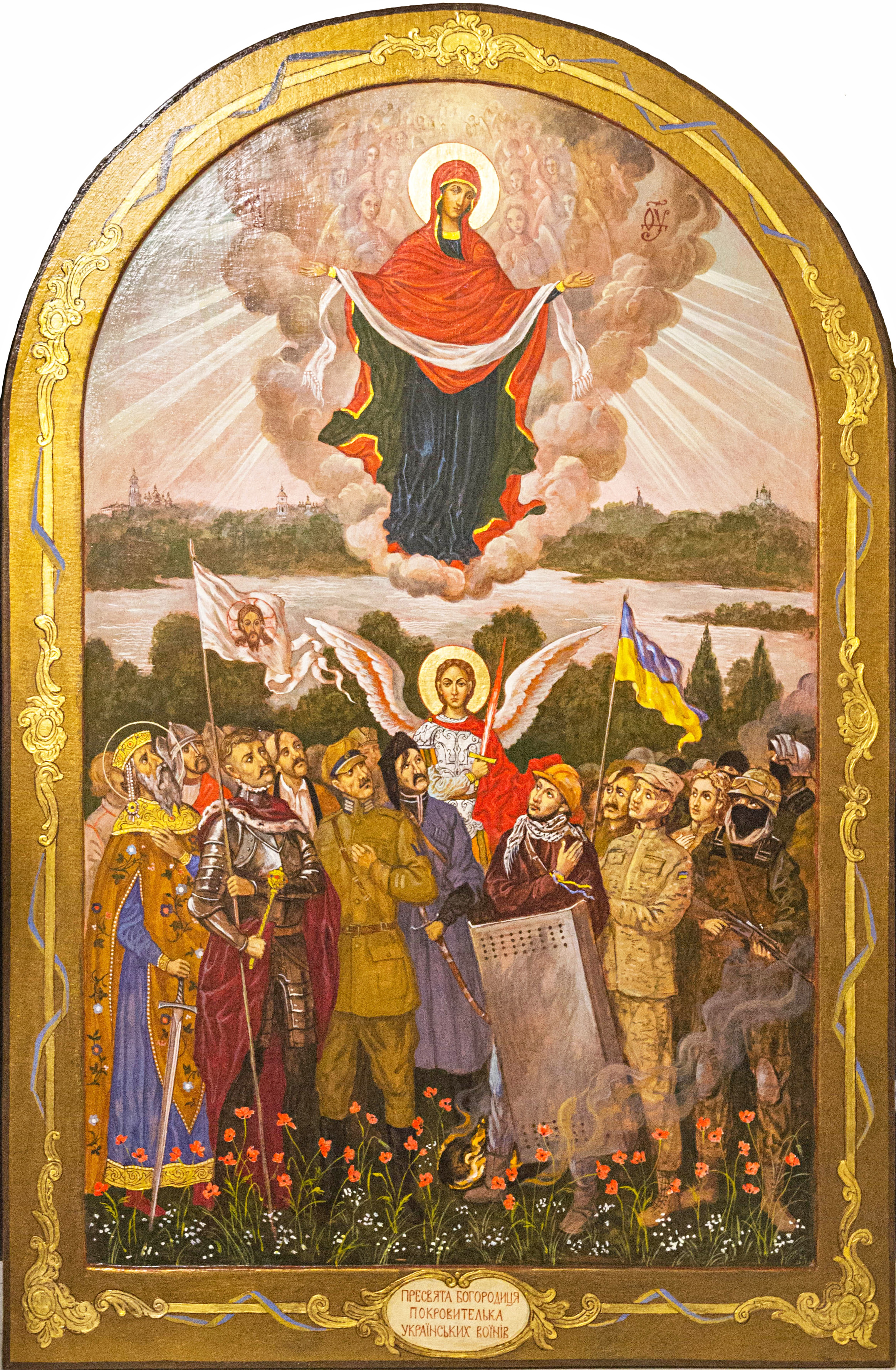
Ікона «Пресвята Богородиця — покровителька українських воїнів»

18 червня того ж року на прохання Голови Управління духовно-патріотичного виховання у Збройних Силах та інших військових формуваннях України митрополита Іоана (Яременка) Священний Синод змінив назву управління на Синодальне управління військового духовенства (далі СУВД) (Журнал № 21).
Починаючи із 8 липня 2015 року голова управління митрополит Іоан (Яременко) обговорив співпрацю із ЗСУ разом із Віктором Муженком. Того ж дня Священний синод УПЦ КП на прохання голови СУВД, зобов'язав священиків вести душпастирську роботу у підрозділах ЗСУ та МВС України. 16 липня відбулася зустріч голови управління та генералом армії Степаном Полтораком. 27 липня був створений фонд підтримки військового духовенства. 7 серпня відбула в зону АТО перша ротація капеланів яких навчали в СУВД.
26 липня 2017 року голова СУВД Іоан (Яременко) та митрополит Епіфаній (Думенко) освятили ікону «Пресвятої Богородиці Покровительки українських воїнів» (Богородиця воїнська) яка була доставлена капеланами СУВД в зону ООС. Після повернення зі сходу України, на прохання військових управління виготовило зменшені копії ікони, а оригінал поміщений у Свято-Миколаївському храму на Татаріці.
Улітку 2018 Патріарх Філарет освятив темно-оливкові підрясники. Підрясники, стали польовою одежею для використання військовими священиками на фронті. Того дня Патріарх Філарет сказав: «Сьогодні йде на сході війна. І наша армія, наші воїни потребують духовної допомоги. І ви (капелани), які від імені Бога посилаєте їм цю божественну допомогу і молитви і натхнення. І тому ваше служіння є не менш важливим, чим служіння на тій чи іншій парафії, тому що відбувається воно в умовах війни. Тому ви повинні надихати наших воїнів, щоб вони вірили в божественну допомогу, щоб вони покладали свою надію не на зброю, а покладали надію на Бога, який укріпляє дух, а дух перемагає. У всякій війні перемагає дух, а не зброя».
Управління співпрацює з закордонними парафіями, Збройними Силами України та Міністерством оборони України для допомоги та підготовки капеланів. Також СУВД сприяє зустрічам капеланів разом з силовими структурами для розглядів проєктів для налагодження системної роботи служби військового духовенства в Україні. За сприянням СУВД — здійснено 25 ротацій військових священиків на фронт у яких взяло участь 500 капеланів. Починаючи із 7 серпня 2015 р. у зоні АТО, почергово змінюючись, постійно перебуває від 30 до 80 військових священиків УПЦ КП.
У 2018 році капелани СУВД взяли участь у військовому параді в Києві.
15 грудня 2018 року організація змінила назву на СУВД ПЦУ у зв'язку рішеннями Об'єднавчого собору.

### 2019
3 лютого — голова СУВД митрополит Іоан (Яременко) від імені усіх військових священиків України та колективу Управління військового духовенства привітав Предстоятеля Церкви митрополита Епіфанія з інтронізацією на Київський митрополичий престол та з 40-річчям. Митрополит Іоан побажав Блаженнійшому Епіфанію Божественної допомоги у розбудові Української Православної Церкви та утвердження Євангельських істин серед Українського народу. Разом з Першим заступником Голови СУВД прот. Тарасом Мельником, головним капеланом Національної гвардії прот. Іваном Михайлишиним та військовослужбовцями Голова СУВД підніс Предстоятелю Церкви букет квітів та козацьке Многоліття.
У лютому 2019 три капелани СУВД вирушили до Канади для навчання та обміном досвіду. Навчання проходили в місті тренувальному центрі Збройних сил Канади в місті Борден. Ними там була відслужена літургія разом з українською діаспорою. Капелани помолилися за перемогу ЗСУ над російськими окупантами.

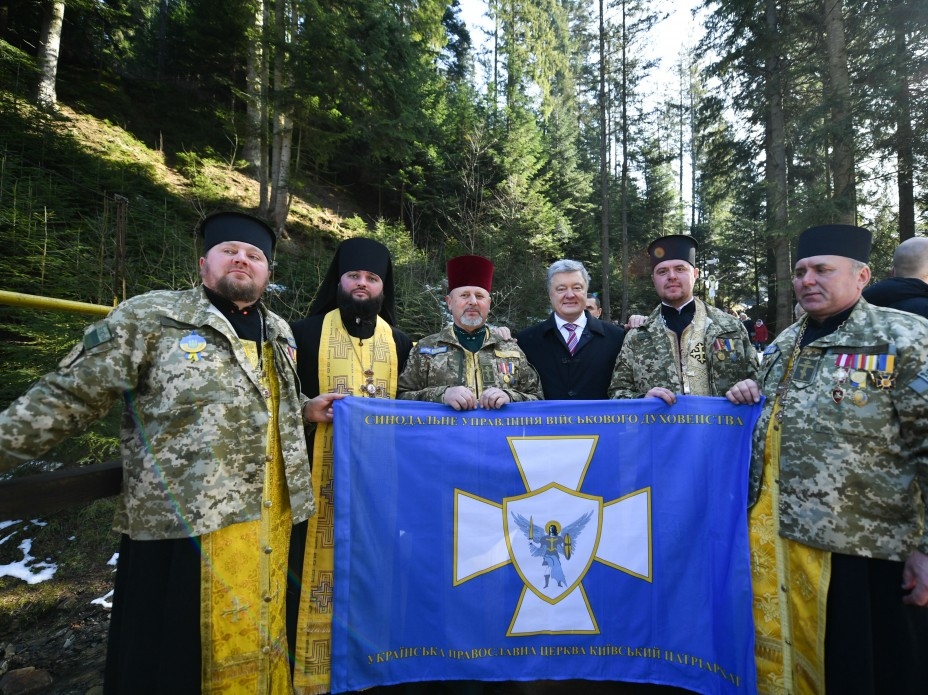
Капелани з Петром Порошенком та прапором СУВД на молебні у Манявському монастирі

В кінці лютого 2019 року в Манявському скиті капелани брали участь у подячному молебні з нагоди утворення в Україні Автокефальної Православної Церкви.
25 березня у Одеському морському порті відбулась міжконфесійна молитва за звільнення двадцяти чотирьох військовополонених моряків захоплених під час інциденту в Керченській протоці. Разом з моряками Військово-Морських Сил ЗСУ молилися Голова регіонального управління військового духовенства «Південь» капелан Василь Вирозуб, капелан Ігор Бондаренко капелан Одеського загону морської охорони Василь Шмоняк та капелани інших конфесій.
27 березня капелан СУВД о. Юрій Казміренко за особистий приклад жертовності і самопосвяти заради порятунку душ і життя захисників нашої землі, правди і свободи отримав міжнародну нагороду ім. отця Омеляна Квоча.
18 квітня у в залі засідань Київської православної богословської академії відбувся круглий стіл на тему «Капеланство в умовах гібридного конфлікту» за участі військових священиків Православної церкви України, а також представників капеланського служіння різних конфесій, серед яких були капелани із США (головний капелан 7-ї Армії США Тімоті Маллард), мусульманські, протестантські та римо-католицькі капелани.

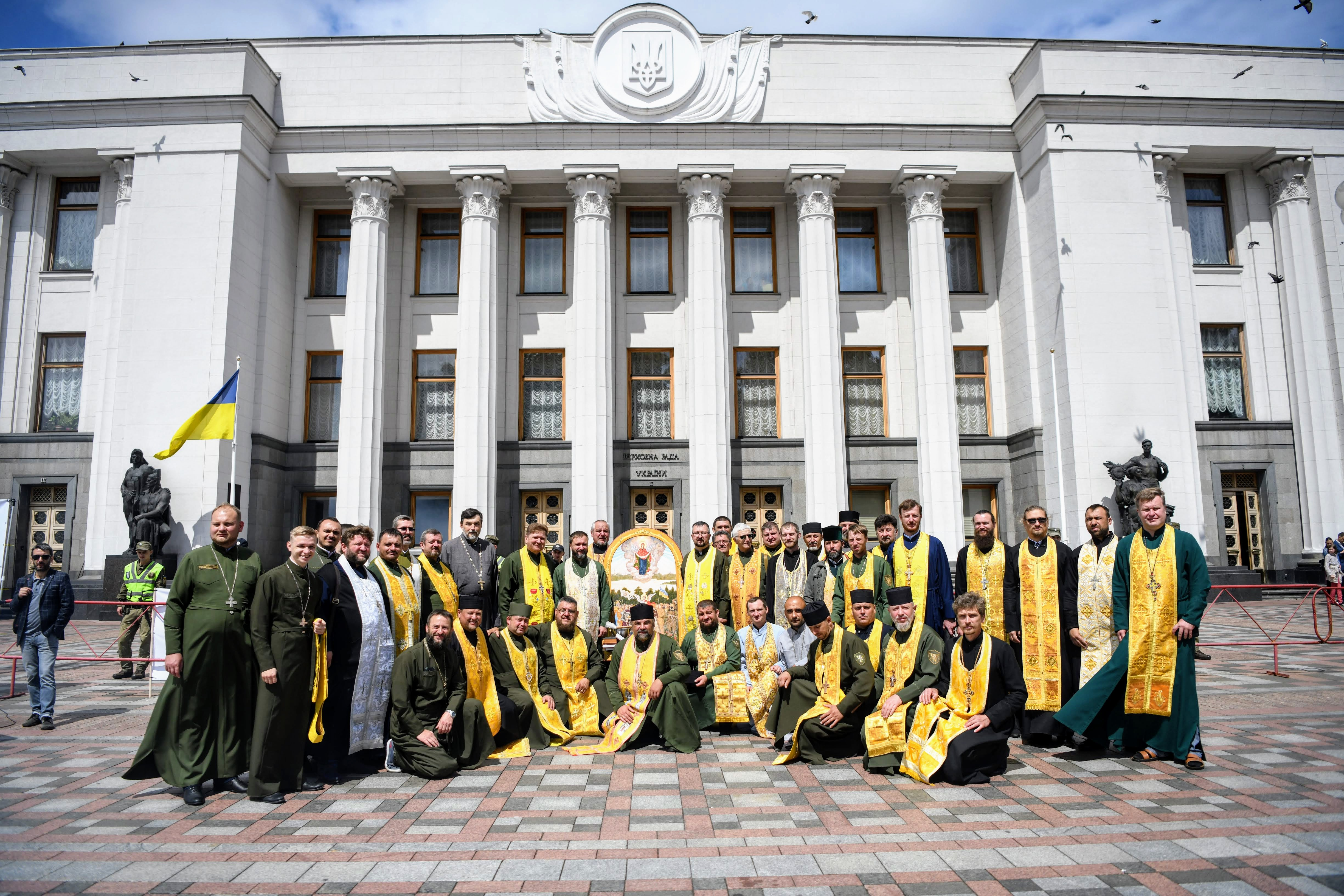
Капелани СУВД під ВРУ мітингують проти правок закону № 10244-1 які зробили б їх залежними від ЗСУ

16 травня Голова СУВД митрополит Іоан (Яременко) зустрівся з науково-викладацьким складом Інституту підготовки кадрів Державної служби зайнятості України. Сторони обговорили перспективи двосторонньої співпраці у сфері психологічного вишколу військових капеланів задля організації кваліфікованої моральної та психологічної підтримки військовослужбовців, котрі побували в зоні проведення бойових дій та членами їхніх родин.
11 липня капелани зібралися під Верховною Радою, щоб підтримати нардепів під час розгляду законопроєкту «Про військове капеланство» № 10244-1. Капелани молилися під стінами парламенту, закликаючи народних депутатів прийняти закон «без будь-яких правок». Комітет з питань національної безпеки і оборони не погодив єдину редакцію правок до проєкту закону № 10244-1 «Про військове капеланство». Разом з цим, окрім правок, до комітету були подані правки, які за текстовим змістом несуть ризики повного підпорядкування військових капеланів органам (посадовим особам) в системі Збройних Сил і інших військових формувань України. Таким чином, для уникнення ризиків зміни концепції проєкту закону № 10244-1 Верховна Рада України після рейтингового голосування відклала розгляд проєкту закону в другому читанні.

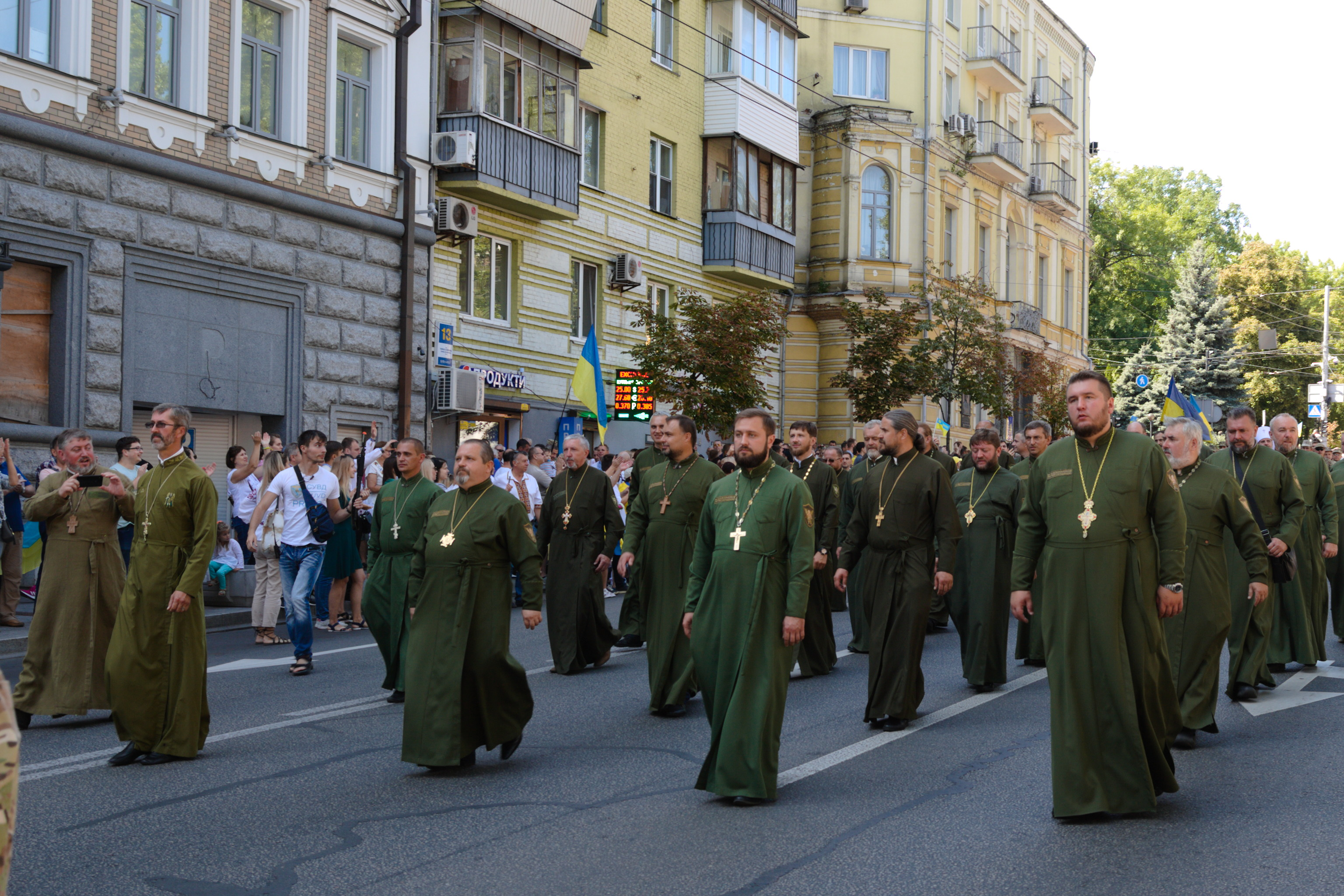
Колона капеланів на Марші захисників України

24 серпня капелани СУВД взяли участь у Марші захисників України.
22 листопада СУВД спільно із благодійним фондом «Корона князів Острозьких» підписали меморандум про співпрацю та партнерство. В рамках співпраці було розпочато всеукраїнську акцію «Воїни під Покровом Богородиці». 8 грудня поблизу передових позицій 72-ї окремої механізованої бригади імені Чорних Запорожців голова СУВД митрополит Іоан (Яременко) разом з Надзвичайним і Повноважним Послом Литовської Республіки в Україні Марюсом Януконісом та головою Благодійного фонду «Корона князів Острозьких» Робертасом Габуласом передали в дар командиру 72 окремої механізованої бригади імені Чорних Запорожців ікону Пресвятої Богородиці — Покровительки українських воїнів. 16 грудня митрополит Іоан (Яременко) освятив нову дерев'яну капличку неподалік лінії зіткнення у селі Карлівка. На освяченні були присутні військовослужбовці ДУК..

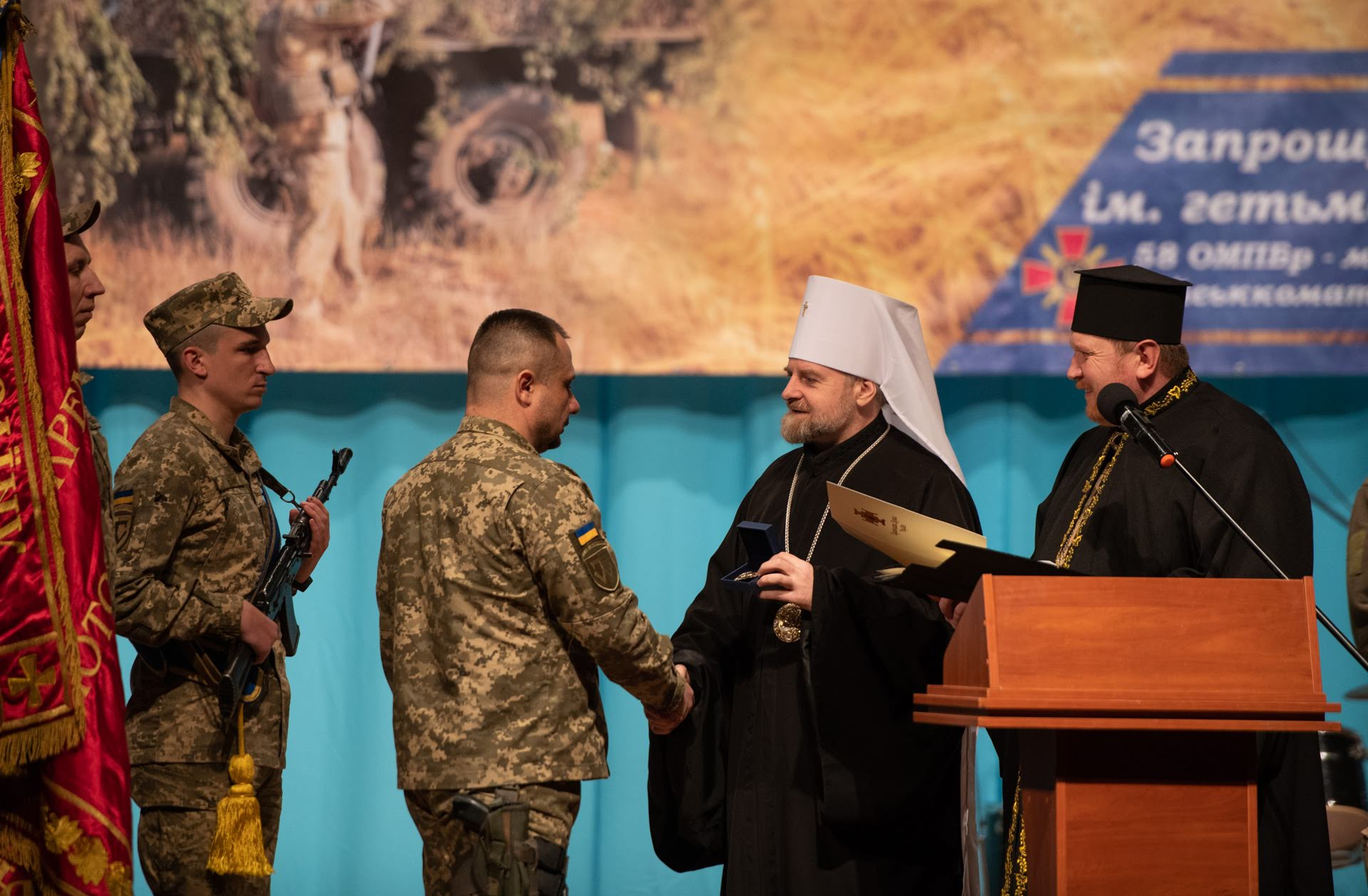
Митрополит Іоан вітає комбрига 58 бригади Дмитра Кащенка із 5-ю річницею створення бригади 58 ОМБр

24 грудня у Вінниці митрополит Іоан (Яременко) разом із капеланами освятив новозбудовані квартири для нацгвардійців та їх сімей. 27 грудня митрополит Іоан (Яременко) подарував 14 омбр ікону Богородиці Покрова Воїнська.

### 2020
14 лютого Митрополит Іоан привітав 58 окрему мотопіхотну бригаду із 5 річницею із дня створення. 21 лютого відвідав Кам'янець-Подільський військовий гарнізон де разом із митрополитом Антонієм (Махотою) та капеланами звершив молитву за військо українське та вручив ікону Покрови Воїнської. Також нагородив церковними нагородами начальника гарнізону полковника Володимира Родікова та інших військових.
5 березня за сприяння СУВД та УІНП в у Києві, Дніпрі, Харкові, Одесі, Полтаві, Луцьку та Чернігові, Нікополі відбулась молитва-панахида за загиблими воїнами і за перемогу українського війська.
6 березня СУВД видало розпорядження у якому забороняється капеланам ПЦУ бути членом у профспілках..

## Статистика
Станом на квітень 2019 рік в ПЦУ є більш як 600 капеланів.
|               | Збройні Сили України | Національна гвардія України | Державна прикордонна Служба України | Всього капеланів на офіційних посадах |
| ------------- | -------------------- | --------------------------- | ----------------------------------- | ------------------------------------- |
| Капеланів ПЦУ | 77                   | 33                          | 34                                  | 155                                   |